# Sardinia, Ohio
Sardinia là một làng thuộc quận Brown, tiểu bang Ohio, Hoa Kỳ. Năm 2010, dân số của làng này là 980 người.

## Dân số
- Dân số năm 2000: 862 người.
- Dân số năm 2010: 980 người.